# Castiglione del Genovesi
Castiglione del Genovesi – miejscowość i gmina we Włoszech, w regionie Kampania, w prowincji Salerno.
Według danych na rok 2004 gminę zamieszkiwało 1269 osób, 126,9 os./km².